# جيوفاني لورينزو
جيوفاني لورينزو (مواليد 13 أكتوبر 1980) هو ملاكم من جمهورية الدومينيكان، مثّل بلاده في الألعاب الأولمبية الصيفية 2000.

## روابط خارجية
جيوفاني لورينزو على موقع بوكس ريك (الإنجليزية) (registration required)